# San Sebastiano (Antonello da Messina)
San Sebastiano è un dipinto olio su tavola trasportato su tela (171x85,5 cm) di Antonello da Messina, databile al 1478 circa e conservato nella Gemäldegalerie di Dresda.

## Storia
Il San Sebastiano era lo scomparto centrale del trittico smembrato (Trittico di San Giuliano), già nella chiesa veneziana di San Giuliano. Sebastiano proteggeva dalla peste.

## Descrizione e stile

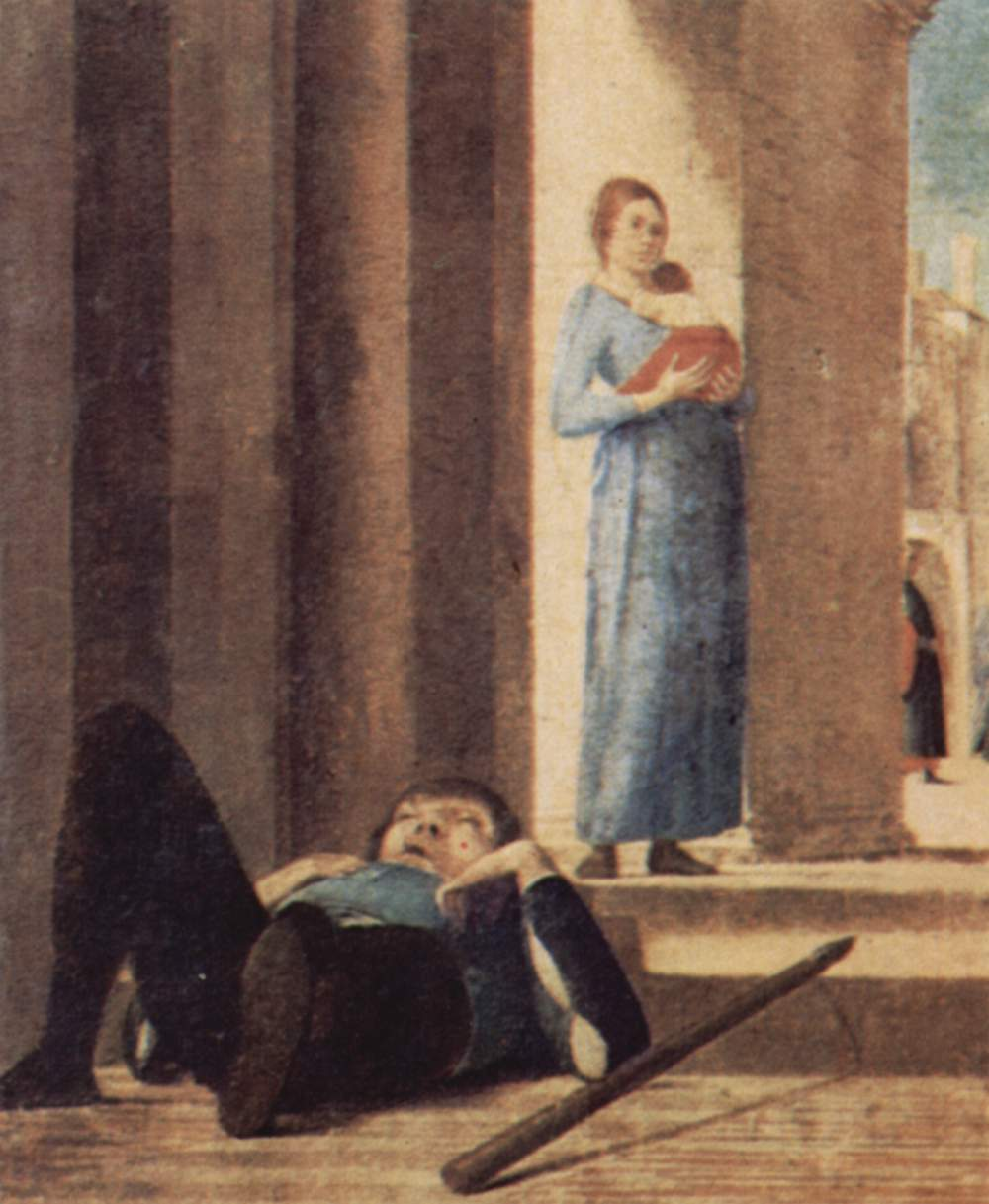
Dettaglio

Il santo campeggia seminudo legato ad un albero al centro di una via su cui si affacciano alcuni edifici probabilmente attribuibili a Venezia che, scorciati in prospettiva, incorniciano la sua figura e ne esaltano la monumentalità, grazie anche al punto di vista ribassato. Al centro si trova un passaggio sospeso su una doppia arcata, oltre la quale campeggia un sereno cielo azzurrino.
Sebastiano, che come avveniva dal XV secolo offriva la possibilità di ritrarre un dettagliato saggio di anatomia umana, è ritratto in piedi, leggermente curvo verso destra, con indosso un perizoma e con cinque frecce conficcate in cinque parti del suo corpo: una poco più sopra al suo ginocchio destro, una nella sua coscia sinistra, una nel suo ventre, una nel suo addome ed una conficcata in pieno petto. La sua espressione è priva di dolore ma manifesta una pacata mestizia nella sopportazione del martirio.
Lo sfondo è animato da una serie di figurette che creano anche alcune scenette "di genere": due donne affacciate dalla balaustra su un tappeto, un soldato ubriaco di scorcio, una donna col figlio in braccio, una coppia di armati e una di esotici mercanti in conversazione.
Vi si colgono molteplici influenze: dalla simmetrica disposizione matematica degli elementi dello sfondo alla Piero della Francesca (evidente anche nel complesso disegno del pavimento), alle sperimentazioni illusionistiche di Andrea Mantegna (l'uomo sdraiato in scorcio è una citazione del Trasporto del corpo di san Cristoforo nella Cappella Ovetari, così come lo scorcio di edifici sullo sfondo), fino alla dolcezza fatta di toni soffusi alla Giovanni Bellini nella rappresentazione naturalistica del corpo del santo.
Tipico di Antonello è poi il senso della luce, derivato dalla diretta conoscenza della pittura fiamminga, che tanta importanza ebbe negli sviluppi dell'arte veneziana dopo il suo soggiorno.